# Spenser az igazság nyomában
A Spenser az igazság nyomában (eredeti cím: Spenser Confidential) 2020-ban bemutatott amerikai akció-vígjáték, melyet Peter Berg rendezett, valamint Sean O'Keefe és Brian Helgeland írt. A főszereplők Mark Wahlberg, Winston Duke, Alan Arkin, Iliza Shlesinger, Bokeem Woodbine, Donald Cerrone, Marc Maron és Post Malone. Ez az ötödik együttműködés Wahlberg és Berg között a A túlélő, a Mélytengeri pokol, a Hazafiak napja és a 22 mérföld után.
2020. március 6-án debütált a Netflixen, általánosságban vegyes értékeléseket kapott a kritikusoktól.

## Cselekmény
Spenser (Mark Wahlberg) jó zsaru, korrupt munkatársakkal körülvéve. Amikor egy gyilkossági nyomozás bizonyítékait figyelmen kívül hagyják, meg akarja tudni, miért, ezért szembeszáll felettesével, Boylan kapitánnyal (Michael Gaston) az otthonában, miután nem tudott találkozni vele a munkahelyén. Hamarosan rájön, a férfi brutálisan megverte feleségét, aki véres arccal jelenik meg a ház belsejéből. Spenser értelmetlenül megveri a férfit, amiért öt év börtönt kap.
Amint lejár a mandátuma, Spenser úgy dönt, a múltat maga mögött hagyja, és teherautó-sofőrként kezd el dolgozni. Ám még aznap éjszaka, amikor megjelenik, Boylant meggyilkolják. Szerencsére Spensernek alibije van. Henrynél (Alan Arkin) tartózkodik, és van egy szobatársa, Hawk (Winston Duke), aki mindkettejükért kezeskedik.
Spenser azonban tudni akarja, ki tette, főleg, hogy egy másik jó zsarut holtan talál az autójában saját felesége, akinek van egy kisfia. Spenser úgy dönt, megoldja annak rejtélyét, hogy valójában ki ölte meg Boylant és tisztázza a jó zsaru hírnevét, mellyel békét teremt családjának.

## Szereplők
| Szerep                          | Színész            | Magyar hang |
| ------------------------------- | ------------------ | ----------- |
| Spenser                         | Mark Wahlberg      |             |
| Hawk                            | Winston Duke       |             |
| Henry Cimoli                    | Alan Arkin         |             |
| Cissy Davis                     | Iliza Shlesinger   |             |
| "Tréningruhás Charlie" Bentwood | James DuMont       |             |
| Driscoll                        | Bokeem Woodbine    |             |
| Wayne Cosgrove                  | Marc Maron         |             |
| Squeeb                          | Austin Post        |             |
| Boylan kapitány                 | Michael Gaston     |             |
| Mara                            | Colleen Camp       |             |
| Letitia                         | Hope Olaide Wilson |             |
| Macklin                         | Kip Weeks          |             |
| Laurie Boylan                   | Rebecca Gibel      |             |
| W. Lintz                        | Big Shug           |             |
| Nagyfiú                         | Donald Cerrone     |             |
| Terrence Graham                 | Brandon Scales     |             |

## Zene
A film zenéit Steve Jablonsky állította össze, aki már Peter Berg rendezővel dolgozott együtt korábbi filmjeiben. A filmzenét a BMG adta ki.

## Megjelenés
A filmet 2020. március 6-án adta ki a Netflix. A Netflix 2020 első negyedéves találkozóján arról számolt be, hogy 85 millióan nézték meg otthon a filmet a megjelenés első hat hetében.